# Братя Аргирови
Братя Аргирови е български дует от поп изпълнители.
Благовест и Светослав Аргирови, или братя Аргирови, близнаци родени на 23 април 1959 г. в Пловдив. И двамата завършват Музикалната академия „Проф. Панчо Владигеров“ и Академия за музикално и танцово изкуство в град Пловдив, но с различни специалности: Благовест свири на виолончело, а Светослав – на пиано.
Още от ранна възраст привличат вниманието като певци – солисти са на хор „Детска китка“ в Пловдив. Участват с голям успех в операта на Бенджамин Бритън „Малкият коминочистач“ (постановка на Държавната опера в Пловдив).
В поп-музиката дебютират като дует „Вега“ на Младежкия конкурс за забавна песен в София през 1981 г., но на следващата година се преименуват на сегашното си име „Братя Аргирови“.
Първият им запис в Българското радио е „Ненужен“ (кавър версия на песента „Illussion“ на групата „Имаджинейшън“ в края на 1982 г. Песента бързо се превръща в шлагер и ги прави изключително популярни. Оттогава датира изключителното им сътрудничество с Кирил Иванов – „Мъглата“ (звукооператор в радиото). С редица танцови хитове те се утвърждават сред най-известните изпълнители в българската поп-музика през 80-те. С тях започва кариерата си Соня Васи.
През 1983 г. Балкантон издава първата им дългосвиреща плоча „Момиче за двама“, която е продадена в над 400 000-ен тираж.
Между 1983 и 1986 г. участват в различни фестивали в Братислава и Дрезден и дори оглавяват диско класация в Унгария. След 1989 г. заминават да работят по клубове в скандинавските страни, Австрия, Швейцария и Германия. Благовест изкарва известно време в Италия, а Светослав учи пеене при Рени Бръмбарова.
Възраждат популярността си в България през 1997 г. с „Гот е“, пилотна песен на албума „Най-доброто и най-новото“. През 1998 г. Благовест записва албум в Норвегия, а Светослав издава първия си самостоятелен максисингъл „Без заглавие“, в който използва музика от операта на Джоакино Росини „Отело“, като заживява в Норвегия.
Изпълняват с Росица Кирилова песента „Избрах нарочно вас“ към популярния детски сериал „Васко да Гама от село Рупча“ (1986).
Музика за тях са писали Тончо Русев, Зорница Попова, Иван Пеев, Александър Йосифов, Атанас Косев, Стефан Димитров, Найден Андреев, Вили Казасян, Морис Аладжем, Митко Щерев, Мария Ганева и др.
На 13 май 2019 г., на живо в ефира на „NOVA“, докато са жури на предаването за гласови имитации „Като две капки вода“, братя Аргирови обявяват своето завръщане на сцената. През същата година са гост-детективи в първи сезон на „Маскираният певец“.
През 2022 г. братя Аргирови в съавторство с известния радиоводещ Йордан Георгиев – Данчо Стълбицата написват книга за историята на дуета, озаглавена „Гот е да сме двама“. През същата година, след 20-годишна пауза, в която не е издаван албум на дуета, Riva Sound издава компактдиска „Както Ви обичаме“, посветен на 40-годишнината на дуета. В него са включени 13 песни, от които три известни хита, всички останали са нови песни, част от тях в дуети с Росица Кирилова, Тони Димитрова, група „Сигнал“, дует „Мания“, Дони, Стефан Вълдобрев, Б.Т.Р. и Александър Кадиев.

## Дискография
| Година | Албум | Вид     | Издател                    | Каталожен номер              |
| ------ | --- | ------- | -------------------------- | ---------------------------- |
| 1983   | „Благовест и Светослав Аргирови“/ „Кристина Димитрова“ („Миг след миг“ – Първа награда от XIII Младежки конкурс/ „Пак ще е ден“) | SP      | Балкантон                  | ВТК 3769                     |
| 1983   | „Момиче за двама“ | LP и MC | Балкантон                  | LP: ВТА 11202; MC: ВТМС 7060 |
| 1984   | „Благовест и Светослав Аргирови“                                                                                                 | LP и MC | Балкантон                  | LP: ВТА 11480; MC: ВТМС 7127 |
| 1986   | „Да чукна на дърво“ | LP и MC | Балкантон                  | LP: ВТА 11940; MC: ВТМС 7204 |
| 1989   | „Замирисва на море“ | MC      | Балкантон                  | ВТМС 7367                    |
| 1997   | „Най-доброто и най-новото“, компилация                                                                                           | CD      | UNISON Music Co, Хит Мюзик |                              |
| 2002   | „20 златни хита. 20 години по-късно“, компилация                                                                                 | CD      | Poly Sound                 | 022350 238 - 1               |
| 2022   | „Както Ви обичаме. 40 години на сцена и приятели“                                                                                | CD      | Riva Sound                 | RSCD 3207                    |

### Други песни
- 1983 – „Единствена моя“ – м. Ангел Заберски, т. Жива Кюлджиева, ар. Константин Цеков, съпровожда оркестър, диригент: Ангел Заберски – от плочата „Ангел Заберски. Избрани песни“
- 1983 – „Кристал, Кристал“ – м. и ар. Любомир Денев, т. Живко Колев – от мюзикъла „Утре в десет“
- 1983 – Потпури от популярни български песни – ар. Развигор Попов и Евгени Кушничаров – от плочата „Естрадна мозайка 3“
- 1984 – „Изповед“ – м. Георги Костов, т. Найден Вълчев, ар. Панайот Славчев – от фестивала „Златният Орфей“
- 1984 – „Избрах нарочно вас“ – с Росица Кирилова – б. т. Жива Кюлджиева, ар. Владимир Джамбазов – от плочата на Росица Кирилова „Любов завинаги“
- 1985 – „Всички срещи са пред мен“ – от плочата „Диско спектър 3“
- 1985 – „Залезът на птиците“ – м. Христо Ковачев, т. Драгни Драгнев, ар. Иван Платов – от плочата „Песни за Каварна“
- 1985 – „Сбогом, клас“ – с Росица Кирилова – м. и ар. Братя Аргирови, т. Георги Начев – от радиоконкурса „Пролет“
- 1986 – „Брегът на щастието“ – м. Христо Ковачев, т. Драгни Драгнев, ар. Иван Платов, съпровожда ВИГ „Вариант Б“ – от плочата „Христо Ковачев. Избрани песни“
- 1986 – „Мексико '86“ – м. Найден Андреев, т. Дамян Дамянов, ар. Братя Аргирови – от плочата „Мексико '86“
- 1986 – „Ученическо писмо“ – кавър на „Модърн токинг“ – от плочата „Диско рок маратон 2“
- 1988 – „Гъбки“ – м. и ар. Асен Драгнев и Иван Платов, т. Димитър Керелезов – от плочата „Парад на плодовете“

## Хитове
- 1982 – „Ненужен“ – б. т. Димитър Керелезов Тази песен е първият им запис в БНР (версия на „Illusion“ на група „Имаджинейшън“), осъществен в края на 1982 г. („АБВ на попмузиката“)
- 1983 – „До вчера“ – м. бр. Аргирови, т. П. Москов – изкачва се за една седмица на първо място в Унгарския хит-парад през 1983 г., както и на първо място в класациите „Музикална стърбица“ и „Песен на седмицата“[3] („АБВ на попмузиката“)
- 1983 – „Предчувствие за стих“ („Силвия“) – м. и ар. К. Бирбучуков, т. И. Бориславов – II награда на радиоконкурса „Пролет '83“ за изпълнение и мелодия за април в „1 от 5“[3] („АБВ на попмузиката“)
- 1983 – „Точно в пет“ – м. Т. Русев, т. В. Вълчев, ар. бр. Аргирови
- 1983 – „Ти оставаш тук“ – м. Благовест и Светослав Аргирови, т. Жива Кюлджиева, ар. Панайот Славчев – награда от XII Младежки конкурс[3]
- 1984 – „Пролетна умора“ – м. Ст. Димитров, т. М. Башева, ар. бр. Аргирови
- 1984 – „Залез“ – м. Н. Андреев, т. М. Белчев, ар. бр. Аргирови
- 1984 – „От понеделник – няма шега“ – м. бр. Аргирови, т. А. Петров
- 1986 – „Избрах нарочно вас“ – с Росица Кирилова Песента – б. т. Жива Кюлджиева, ар. Владимир Джамбазов – песента присъства в сериала „Васко да Гама от село Рупча“.
- 1997 – „Както те обичам“ – м. Мария Ганева, т. Петър Анастасов
- 1985 – „Сбогом, клас“ – с Росица Кирилова – м. бр. Аргирови, т. Г. Начев
- 1986 – „Да чукна на дърво" – м. и ар. Ст. Димитров, т. Ж. Колев
- 1989 – „Замирисва на море“ – м. Стефан Димитров, т. Георги Борисов, ар. Иван Платов и Асен Драгнев
- 1997 – „Гот е“ – м. бр. Аргирови, т. Георги Минчев

## Награди
- I награда с песента „Миг след миг“ (м. Благовест Аргиров) от XIII Младежки конкурс (София, 1983).[3]
- II награда за песента „Предчувствие за стих (Силвия)“ (м. Кузман Бирбучуков) на конкурса на БНР „Пролет“ и мелодия за април в „1 от 5“ (София, 1983).[3]
- 1-во място за 1 седмица за песента „До вчера“ на Унгарския хит-парад, както и на първо място в класациите „Музикална стърбица“ и „Песен на седмицата“ (1983).[3]
- I награда за песента „Пролетна умора“ (м. Стефан Димитров) на конкурса на БНР „Пролет“ (София, 1984).
- I награда в дует с Росица Кирилова за песента „Сбогом, клас“ (м. бр. Аргирови) на конкурса на БНР „Пролет“ (София, 1985).
- I награда за песента „Мексико 86“ (м. Найден Андреев) на конкурса на БНР „Пролет“ (София, 1986).
- Участие на Международния фестивал „Златният Орфей“ (Слънчев бряг, 1984).
- Участие на Международния фестивал „Братиславска лира“ (Братислава, Чехословакия, 1985).
- Участие на Международния фестивал „Шлагерфестивал“ (Дрезден, ГДР, 1987).

## Филми
- Филм за братя Аргирови (реж. Васа Ганчева) (БТ, 1983).

## Турнета
Осъществяват концертни турнета в Чехословакия (1984), СССР (1985), Никарагуа (1986), Румъния (1987).